# Prosoplus atlanticus
Prosoplus atlanticus là một loài bọ cánh cứng trong họ Cerambycidae.